# Diocesi di Cauno

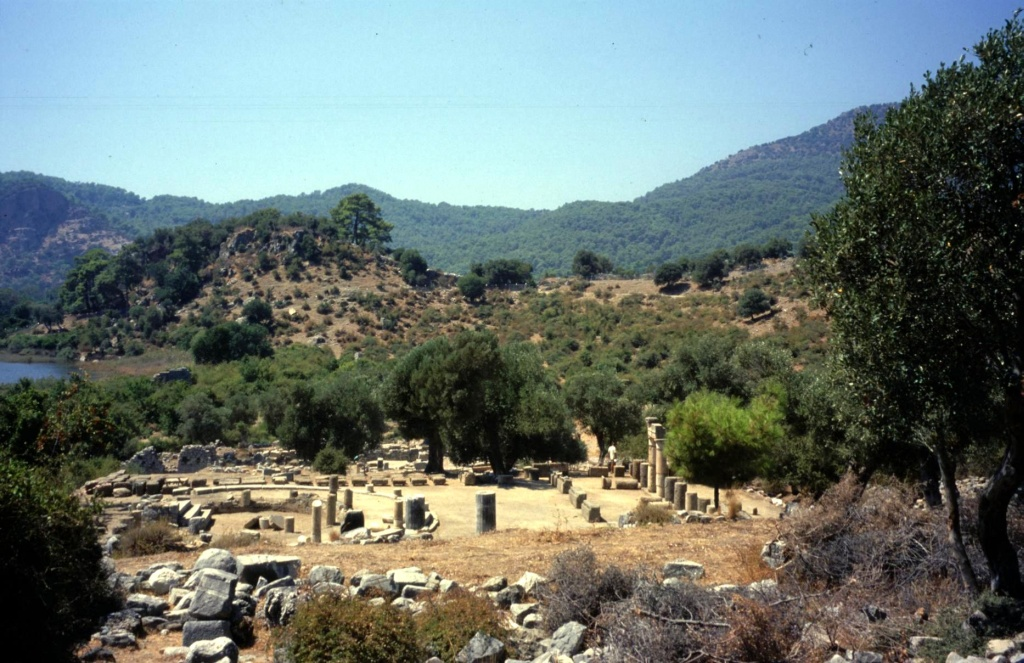
Rovine di Caunos.

La diocesi di Cauno (in latino Dioecesis Cauniensis) è una sede soppressa del patriarcato di Costantinopoli e una sede titolare della Chiesa cattolica.

## Storia
Cauno, identificabile con le rovine nei pressi di Dalyan nell'odierna Turchia, è un'antica sede episcopale della provincia romana di Licia nella diocesi civile di Asia. Faceva parte del patriarcato di Costantinopoli ed era suffraganea dell'arcidiocesi di Mira. La diocesi è documentata nelle Notitiae Episcopatuum del patriarcato di Costantinopoli fino al XII secolo.
Sono noti cinque vescovi di questa antica sede episcopale. Basilio figura tra i vescovi che presero parte al concilio di Seleucia del 359; il suo nome si trova tra i firmatari di una professione di fede, di tendenza ariana moderata, redatta dai sostenitori di Acacio di Cesarea. Antipatre partecipò al concilio di Calcedonia del 451. Ebbe probabilmente come successore Nicola, che sottoscrisse nel 458 la lettera dei vescovi della Licia all'imperatore Leone I dopo l'uccisione del patriarca alessandrino Proterio. Stefano figura tra i padri che presero parte al secondo concilio di Nicea nel 787. L'ultimo vescovo conosciuto è Michele, che con il nome di "vescovo di Agiopoli", partecipò al concilio di Costantinopoli dell'879-880 che riabilitò il patriarca Fozio.
Dal XIX secolo Cauno è annoverata tra le sedi vescovili titolari della Chiesa cattolica; la sede è vacante dal 17 settembre 1972. Gli unici suoi titolari sono stati Juvencio Joan Hospital de la Puebla, vicario apostolico dell'Hunan settentrionale, in Cina, oggi diocesi di Changde; e Angelo Barbisotti, vicario apostolico di Esmeraldas in Ecuador.

## Cronotassi

### Vescovi greci
- Basilio † (menzionato nel 359)
- Antipatre † (menzionato nel 451)
- Nicola † (menzionato nel 458)
- Stefano † (menzionato nel 787)
- Michele † (menzionato nel'879)

### Vescovi titolari
- Juvencio Joan Hospital de la Puebla, O.S.A. † (18 settembre 1911 - 4 ottobre 1957 deceduto)
- Angelo Barbisotti, F.S.C.I. † (14 novembre 1957 - 17 settembre 1972 deceduto)